# Session description protocol
O Session Description Protocol (SDP) é um formato para descrever streaming media um string de parâmetros de inicialização em ASCII. O IETF publicou a especificação original como um IETF Proposed Standard em Abril de 1998, e, posteriormente, publicou uma especificação revisada como uma proposta de norma IETF como RFC 4566 em julho de 2006.
O SDP destina-se a descrever multimedia communication sessions para os efeitos do anúncio da sessão, o convite da sessão, e negociação de parâmetros. O SDP não entrega a mídia em si, mas é usado para a negociação entre os pontos das extremidade e do tipo de mídia, o formato, e todas as propriedades associadas. O conjunto de propriedades e parâmetros são frequentemente chamado de um perfil da sessão. SDP é projetado para ser extensível para suportar novos tipos de mídia e formatos.
O SDP começou como um componente do Session Announcement Protocol (SAP), mas encontrou outros usos em conjunto com o Real-time Transport Protocol (RTP), Real- Time Streaming Protocol (RTSP), Session Initiation Protocol (SIP) e até mesmo como um modelo autônomo para descrever sessões multicast.

## Termos relacionados à SDP
- Conferência: É um conjunto de dois ou mais usuários que se comunicam com o software que está usando.
- Sessão: Sessão é o recebimento e envio dos fluxos dados multimídia.
- Session Announcement: A sessão anúncio é um mecanismo pelo qual uma descrição de sessão é transmitida aos usuários de forma pró-ativa, ou seja, a descrição da sessão não tenha sido explicitamente solicitado pelo usuário.
- Session Advertisement: o mesmo que o anúncio da sessão
- Descrição da sessão: Um formato bem definido para a transmissão de informações suficientes para descobrir e participar de uma sessão multimídia.

## Descrição da sessão
A sessão é descrito por uma série de pares de atributo / valor, um por linha. Os nomes de atributos são caracteres simples, seguido por ' = ', e um valor. Opcional valores são especificados com '=*'. Os valores são uma seqüência de caracteres ASCII, ou uma seqüência de tipos específicos separadas por espaços. Os nomes de atributos só são exclusivos no sintática associada construir, ou seja, dentro da sessão, o tempo, ou apenas mídia. A sintaxe do SDP é extensível e novos atributos são adicionados ao padrão ocasionalmente. O que se segue é uma visão geral resumida:
```
     Descrição da sessão
        v = (versão do protocolo)
        o = (criador e identificador de sessão)
        s = (nome da sessão)
        i =* (sessão de informação)
        u =* (URI de descrição)
        e =* (endereço de 
email
)
        p =* (número de telefone)
        c =* (informações de conexão - não é necessário se incluído no
             todos os meios de comunicação)
        b =* (zero ou mais linhas de informação de largura de banda)
        Uma ou mais descrições de tempo (t = "e "r = "linhas, veja abaixo)
        z =* (ajustes de 
fuso horário
)
        k =* (chave de criptografia)
        a =* (zero ou mais linhas de atributo de sessão)
        Zero ou mais descrições de mídia
```

```
     Descrição de tempo
        t = (tempo que a sessão está ativa)
        r =* (zero ou mais vezes repetir)
```

```
     Descrição de mídia, se estiverem presentes
        m = (nome da mída e endereço de transporte)
        i =* (título da mídia ou campo de informação)
        c =* (informações da conexão - opcional se incluído no
             nível de sessão)
        b =* (zero ou mais linhas de informação de largura de banda)
        k =* (chave de criptografia)
        a =* (zero ou mais linhas de atributos da mídia)
```